# Мои счастливые звёзды 2
«Мои счастливые звёзды 2» (англ. My Lucky Stars 2: Twinkle Twinkle Lucky Stars) — кинофильм, продолжение фильма «Мои счастливые звёзды».

## Сюжет
Друзья из Гонконга, в компании с девушкой-полицейским, уезжают на отдых в Таиланд, где двое из них становятся свидетелями убийства. Для того чтобы раскрыть преступление, им придётся вернуться домой, защитить невинную свидетельницу и расправиться с тремя охотниками за головами.

## В ролях
- Саммо Хун — Фастбак
- Джеки Чан — Маслз
- Юэнь Бяо — Рики Фунг
- Розамунд Кван — Чи Чи Ванг
- Ричард Ын — Сэнди
- Сибелль Ху — Барбара Ву
- Эрик Цан — Мордатый
- Тонг Стэнли — Роухайд
- Ричард Нортон — Киллер европеец
- Майкл Му — Пагода
- Энди Лау — полицейский
- Джон Шам — Джонни
- Мишель Йео — инструктор дзюдо
- Чарли Чин — Херб
- Дик Вэй — наркоторговец в Гонконге
- Сандра Ын — экскурсантка
- Кара Хуэй — экскурсантка
- Мун Ли — девушка
- Дэвид Цзян — камео
- Джордж Лам — камео

Ричард Нортон также играл «плохих парней» в фильмах Джеки Чана: Городской охотник и Мистер Крутой